# 蒸気
蒸気（じょうき、英: vapor, vapour）は、物質が液体から蒸発して、あるいは固体から昇華して、気体になった状態のもの。
あるいは水蒸気 （steam）の略語として用いられる。

## 概念
蒸気は科学時代になって生まれた概念であるため、ほとんどの国で湯気から派生した言葉を当てている。例えばタイ語では「アイナム」といい蒸気と水蒸気、湯気の区別がない。
元々は凝縮しないものをガス、するものを蒸気と区別しており、『ロウソクの科学』（1861年発行）の第二講冒頭部には蝋の蒸気の説明の際に註釈で「あなたは蒸気とガスの違いについて学ぶ必要があります、ガスは永久的（に気体）ですが蒸気は凝縮します。（原文：You must learn the difference between a gas and a vapour: a gas remains permanent, a vapour is something that will condense.）」という文が書かれているが、これ以前から1820年にファラデーやドルトンらは「気体は液体が蒸発した蒸気である」と主張するようになり、すべての気体は冷却すると必ず液化すると考えていた。なお、現在では臨界点を下回ればすべての気体は液化できることが分かっている。
日本語の近代訳語としての「蒸気」は19世紀初頭に杉田玄白ら蘭学者が既存の漢語「蒸気」を借用して用いるようになったと考えられている。杉田玄白は1810年の『形影夜話』上篇で、オランダ語の『オイトワアツセミング（uitwaseming）』（皮膚等からの蒸発気化）の訳語として「蒸気」を当てた。
英語ではsteam（湯気）とvapor（蒸気）があり、後者のほうが意味的には揮発に近く水からは離れているとされる。

## 用途
- 蒸気機関、蒸気機関車
- 蒸気タービン
- 蒸気砲（英語版）
- 蒸気圧縮冷凍機
- 製紙 - パルプの原料を蒸解する[5]